# Lev Mantula
Lev Mantula (né le 8 décembre 1928 à Sarajevo dans le royaume de Yougoslavie et mort le 1er décembre 2008 à Zurich en Suisse) est un joueur de football international yougoslave (bosnien d'origine croate), qui évoluait en tant qu'arrière gauche.

## Biographie

### Joueur
Il commence sa carrière pour des clubs yougoslaves, tout d'abord pour le club de sa ville natale, au FK Sarajevo, avant de rejoindre les clubs croates du Dinamo Zagreb et du NK Zagreb.
Il part ensuite effectuer la suite de sa carrière en Suisse, d'abord au Servette Genève, puis au FC Sion où il finit sa carrière.
Il n'a joué qu'un seul match en équipe de Yougoslavie. Il a participé à la coupe du monde 1954 en Suisse.

### Entraîneur
Il reste ensuite en Suisse, et entraîne alors son ancien club du FC Sion, avant de rejoindre le FC Zurich puis le Neuchâtel Xamax.